# Guilguite-Baltistão
Guilguite-Baltistão (Gilgit-Baltistan; em urdu: گلگت - بلتستان; em balti: གིལྒིཏ་བལྟིསྟན), anteriormente conhecido como Áreas do Norte (em inglês: Northern Areas; em urdu: شمالی علاقہ جات; romaniz.: Shumālī Ilāqe Jāt), é uma entidade política administrada pelo Paquistão. Limita com o Afeganistão a noroeste, a província chinesa de Sinquião a nordeste, e os territórios da união administrados pela Índia de Jamu e Caxemira e de Ladaque a sudeste, a Caxemira Livre (Azad Kashmir, a parte da Caxemira controlada pelo Paquistão) e a província paquistanesa de Khyber Pakhtunkhwa a oeste. Com uma área de 72 971 km², a região tinha uma população estimada em 1 800 000 habitantes em 2008.
Devido ao diferendo entre a Índia e o Paquistão referente à Caxemira, o governo indiano chama "Caxemira ocupada pelo Paquistão" ao Guilguite-Baltistão e à Caxemira Livre. Ao contrário do que acontecia com a Caxemira Livre, as Áreas do Norte eram administradas diretamente pelo governo federal do Paquistão até 2009, quando passaram a ter autonomia e a denominar-se Guilguite-Baltistão.